# Przesąd

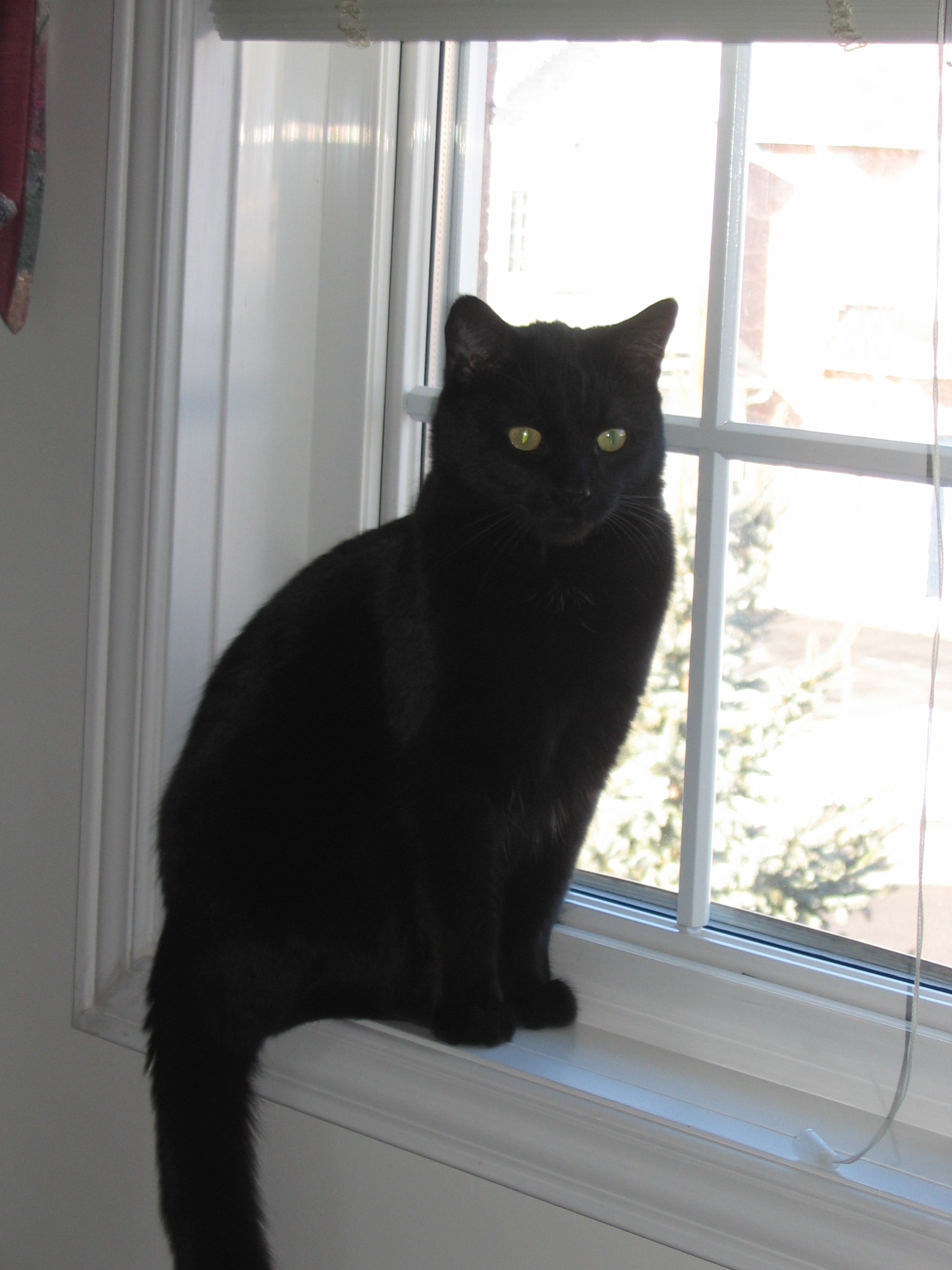
Jednolicie czarne umaszczenie kotów jest tematem wielu przesądów

Przesąd, zabobon – przekonania, poglądy, wierzenia, praktyki niemające oparcia w panującym systemie uzasadnień, wierzeń i obrzędów.
Najczęściej przyjmuje się, że przesądy i zabobony wywodzą się lub nawiązują do dawnych wierzeń i rytuałów kultury magicznej.
Nazwa „zabobon” według T. Wróblewskiego wywodzić się ma od nieznanego już dziś demona zwanego bubo lub bobo. Według A. Brücknera wynika z pogardliwego określenia, które analogicznie w j. czeskim nazwano bobonkami (od boba, straszydła dziecinnego).

## Przesąd a zabobon
Terminy przesąd i zabobon w języku potocznym i literaturze naukowej stosowane są zamiennie. Według Waldemara Kuligowskiego „przesąd” dotyczy raczej aktu przekonaniowego (np. przekonanie, że małżeństwa zawarte w maju będą nieszczęśliwe), a „zabobon” aktu czynnościowego, zachowaniowego (np. odpukiwanie w niemalowane drewno).